# Bagbana
Bagbana – gaun wikas samiti w środkowej części Nepalu w strefie Narajani w dystrykcie Parsa. Według nepalskiego spisu powszechnego z 2001 roku liczył on 1050 gospodarstw domowych i 6280 mieszkańców (3182 kobiet i 3098 mężczyzn).